# Sobótka (stacja kolejowa)
Sobótka – przystanek osobowy w Sobótce, w Polsce, w województwie dolnośląskim, w powiecie wrocławskim przy skrzyżowaniu ulicy Stacyjnej i Turystycznej.
Po 22 latach przerwy stacja obsługuje podróżnych na linii Wrocław Główny – Świdnica Miasto. 

## Ruch pasażerski
| Rok  | Wymiana pasażerska na dobę |
| ---- | -------------------------- |
| 2022 | 200-299                    |
| 2023 | 500-699                    |